# Füstös csigaforgató
A füstös csigaforgató (Haematopus fuliginosus) a madarak osztályának lilealakúak (Charadriiformes) rendjébe, ezen belül a csigaforgatófélék (Haematopodidae) családjába tartozó faj.

## Előfordulása
Ausztrália partjainál honos. Kóborlásai során eljut Indonéziába és a Karácsony-szigetre is. Szikás területek lakója, nem távolodik el nagyon a partoktól.

## Alfajai
- Haematopus fuliginosus fuliginosus
- Haematopus fuliginosus  opthalmicus

## Megjelenése
Testhossza 48-51 centiméter. A kifejlett madár tollazata fekete, hosszú csőre és szeme vörös, lábai rózsszínűek. A fiatalok még barnás színűek.

## Életmódja
Kagylókkal, rákfélékkel, a tengeri férgekkel, tengeri csillagokkal, és kisebb halakkal táplálkozik.

## Szaporodása
Október és január között van a szaporodási időszaka. Sziklás partokon, vagy sziklafalakon a földre készíti el egyszerű fészkét.